# Jarah Al-Ataiqi
Jarah Al-Ataiqi (in arabo جراح العتيقي‎?; Al Kuwait, 15 ottobre 1981) è un ex calciatore kuwaitiano, di ruolo centrocampista.

## Palmarès

### Club

#### Competizioni nazionali
- Campionato kuwaitiano: 5

Al-Kuwait: 2000-2001, 2005-2006, 2006-2007, 2007-2008, 2012-2013
- Kuwait Emir Cup: 2

Al-Kuwait: 2002, 2009
- Kuwait Crown Prince Cup: 4

Al-Kuwait: 2003, 2008, 2010, 2011
- Kuwait Federation Cup: 2

Al-Kuwait: 2009, 2011
- Kuwait Super Cup: 1

Al-Kuwait: 2010
- Al Kurafi Cup: 1

Al-Kuwait: 2005

#### Competizioni internazionali
- Coppa dell'AFC: 3

Al-Kuwait: 2009, 2012, 2013